# Jezici u Europi
Većina jezika u Europi pripada indoeuropskim jezicima. Drugi po redu slijede ugrofinski jezici a nakon njih ostale skupine. 
██ grčko
██ grčko i latinica
██ latinica
██ latinica i ćirilica
██ ćirilica
██ gruzijsko
██ armensko
Od priznatih jezika Europe njihov broj po državama iznosi:
Albanija (7; ukupno 7), Andora (3; ukupno 5), Austrija (9; ukupno 20), Belgija (10; ukupno 29), Bjelorusija (2; ukupno 11), Bosna i Hercegovina (4; ukupno 8), Bugarska (11; ukupno 16), Crna Gora (4; ukupno 4), Češka (10; ukupno 20), Danska (7; ukupno 13), Estonija (2; ukupno 18), Finska (12; ukupno 23), Francuska (23; ukupno 62), Gibraltar (2; ukupno 3), Grčka (14; ukupno 24), Hrvatska (7; ukupno 22), Irska (5; ukupno 5), Island (2; ukupno 2), Italija (33; ukupno 42), Latvija (5; ukupno 13), Lihtenštajn (3; ukupno 4), Litva (4; ukupno 12), Luksemburg (3; ukupno 6), Mađarska (9; ukupno 17), Makedonija (9; ukupno 10), Malta (4; ukupno 4), Moldavija (5; ukupno 13), Nizozemska (15; ukupno 38), Norveška (10; ukupno 20), Njemačka (27; ukupno 69), Poljska (14; ukupno 20), Portugal (8; ukupno 9), Rumunjska (15; ukupno 23), Rusija (europska Rusija 60, za dva je nepoznat broj govornika; cijela Rusija 100; ukupno 123), San Marino (2; ukupno 2), Slovačka (10; ukupno 13), Slovenija (4; ukupno 10), Srbija (14; ukupno 21), Španjolska (14; ukupnoo 21), Švedska (12; ukupno 30), Švicarska (12; ukupno 26), Turska (europska Turska 12, za jedan nije poznat nijedan govornika; cijela Turska 34, ukupno 45), Ujedinjeno Kraljevstvo  (12; ukupno 56), Ukrajina (13; ukupno 42), Vatikan (1; ukupno 1).

## Altajski jezici

### Mongolski jezici
- kalmički

### Turkijski jezici

#### Ogurski jezici
- čuvaški

#### Oguski jezici
- azerski
- gagauski
- turski

#### Kipčački jezici
- krimskotatarski
- karačajsko-balkarski
- karaimski
- kazaški
- kumički
- nogajski
- tatarski
- urumski

## Baskijski
Baskijski jezik je izolirani jezik na sjeveru Pirinejskog poluotoka, i kao takav nije povezan s niti jednim od svih navedenih jezika.

## Ugrofinski jezici
Ugrofinski jezici su potporodica uraskih jezika.
- estonski
- finski
- mađarski
- hantski
- ingrijski
- karelski
- komski
- livonski
- mansijski
- marijski
- mordvinski
- permski
- saamski jezici:

- inarijskosaamski
- kildinskosaamski
- lulejskosaamski
- sjevernosaamski
- pitejskosaamski
- skoltskosaamski
- južnosaamski
- terskosaamski
- umejskosaamski

- udmurtski
- vepski
- viruski
- vodski

## Sjevernokavkaski jezici

### Sjeverozapadni kavkaski jezici
- abazinski
- abhaski
- adigejski
- kabardinski

### Sjeveroistočni kavkaski jezici
- avarski
- bacbijski
- čečenski
- darginski
- inguški
- lakski
- lezgijski
- tabasaranski
- cezijski
- udi

## Malteški
To je semitski jezik koji se govori na Malti i povezan je s arapskim, ali se piše latiničnim pismom. Kao službeni jezik, njime govori najmanje stanovnika Europske unije.

## Južnokavkaski jezici
- gruzijski
- lazijski
- mingrelski
- svanski

## Indoeuropski jezici
Većina jezika Europe su indoeuropski jezici. Ova velika porodica jezika razvila se iz jezika koji se govorio tisućama godina prije, a stručno ga se naziva indoeuropski prajezik.

### Baltički jezici
- kuronski
- latgalijski
- latvijski
- litvanski
- staropruski (izumro)
- žemaitski (po nekima je narječje litvanskog)

### Keltski jezici

#### Britonski
- kornijski – oživljen
- kumbrijski – izumro
- bretonski
- velški

#### Gaelski
- irski
- manski
- škotski gaelski

### Germanski jezici

#### Sjevernogermanski jezici
- zapadni (otočni) skandinavijski
  - islandski
  - ferojski
  - norn (izumro)
- istočni (kontinentalni) skandinavijski
  - danski
  - norveški (Norveški Bokmål)
  - švedski

#### Zapadnogermanski jezici
- visokonjemački jezici
  - standardni njemački jezik (Hochdeutsch)
  - srednjonjemački jezici
    - istočni srednjonjemački jezici
    - Zapadnosrednjonjemački jezici
      - luksemburški

  - gornjonjemački jezici
    - alemanski
      - alzaški jezik

    - Bavarsko-austrijski jezici
      - hutteritski (tirolski)

    - jidiš
- donjofranački jezici
  - afrikaans
  - nizozemski
    - limburški
- Donjonjemački jezici ili niskonjemački
  - zapadni donjonjemački
  - istočni donjonjemački jezici
    - plautdietsch (mennonitski donjonjemački)
- anglo-frizijski jezici
  - frizijski
    - zapadnofrizijski
    - saterlandski frizijski (istočni frizijski)
    - sjevernofrizijski

  - anglijski jezici
    - engleski
    - škotski (scots)
    - zapadnoindijski engleski
    - yola (izumro u 19. stoljeću)
    - tok pisin
    - hiberno-engleski
    - shelta (pomješan s irskim)

#### istočnogermanski jezici
- gotski (izumro)
- burgundijski (extinct)
- krimski gotski (izumro u 19. stoljeću])
- lombardijski (izumro)
- vandalski (izumro)

### Italički jezici
- latinski

#### Romanski jezici
Romanski jezici su nastali iz vulgarnog latinskog jezika koji se govorio diljem Rimskog Carstva.

##### Iberoromanski jezicii dijalekti
- aragonski
- asturski
  - mirandski
- katalonski
  - istočni katalonski
    - alguerški
    - balearski
    - središnji katalonski
    - sjeverni katalonski

  - zapadni katalonski
    - sjeverozapadni katalonski
    - valencijski
- fala
- galicijski
  - eonavijski (galicijsko narječje s tragovoma asturijskog)
- ladino
- mozarapski (izumro)
- portugalski
- portuñol
- španjolski jezik
  - estramadurski jezik
  - aljama

##### Galoromanski jezici
- frankoprovansalski
- langue d'oïl
  - burgundijski
  - champenois
  - Franc-Comtois
  - francuski
    - belgijski francuski
    - švicarski francuski

  - gallo
  - lorrain
  - normanski
    - jèrriais
    - dgèrnésiais

  - pikardijski
  - Poitevin-Saintongeais
  - valonski
- okcitanski
  - gaskonjski
    - Aranese

  - Auvergnat
  - Languedocien
  - Limousin
  - provansalski
    - šuadit (judeo-provansalski) (izumro 1977)

##### Zapadnoitalski jezici
- korzikanski
- dalmatski
  - istriotski
- talijanski
  - emilijano-romanjolo
  - judeotalijanski
  - ligurski
    - monegaški

  - lombardski
  - napuljski
  - pijemontski
- sardinski jezici
  - kampidanski
  - galurski
  - logudorski
  - sasarski
- sicilijanski
- venecijanski

##### Retoromanski jezici
- furlanski
- ladinski
- romanš

##### Istočnoromanski jezici
- rumunjski (dako-rumunjski)
- makedorumunjski jezik
- istrorumunjski
- meglenski

### Slavenski jezici

#### Zapadnoslavenski jezici
- češki
- kašupski
- poljski
- polapski (izumro)
- pomeranijski (izumro)
- slovinački
- lužičkosrpski
  - donjolužičkosrpski
  - gornjolužičkosrpski

#### Istočnoslavenski jezici
- bjeloruski
- ruski
- rusinski
  - karpatski rusinski (rutenijski)
  - panonsko rusinski (rusnački)
- ukrajinski

#### Južnoslavenski jezici
- bugarski
- crnogorski
- hrvatski
- staroslavenski
- makedonski
- bošnjački
- srpski
- slovenski

### Povijest pisama
Pisani sustav u Europi temelji se na fonografsko-abecednom načelu. Njegov izvor je sjevernosemitski(2000. – 1700. pr. Kr.), zatim prenesen u Europu preko Grka i od tamo predstavljen Rimljanima u 6. stoljeću pr. Kr. Latinski se alfabet razvio na nekoliko načina. U srednjem vijeku, karolinška minuskula bila je najvažnija varijacija latinskog pisma. Iz nje su se razvile dvije grane: gotička koja se upotrebljavala u Njemačkoj i talijansko-antičko-latinska koja se i danas upotrebljava. (U Irskoj se upotrebljava i posebni irski tip.)
Neke nacije Europe su i prije toga razvile svoja vlastita pisma, npr. Germani su upotrebljavali rune (od 3. do 17. st.).
Jezici po europskim državama :
1. Albanija (7; ukupno 7): gegijski jezik (1,800.000; 2007.), toskijski jezik (2,900.000; 1989.), vlaški romski (60.000; 1991), makedorumunjski (10.000; Salminen 1993), srpski (točnije crnogorski koji još nije priznat; 297.000; 2007).), makedonski (150.000), grčki (60.000; 1989)[2]
2. Andora (3; ukupno 5): katalonski (31.000; 1990.), francuski (2400; 1986.), španjolski (24.600; 1986.).[3]
3. Austrija (9; ukupno 20),
4. Belgija (10; ukupno 29),
5. Bjelorusija (2; ukupno 11),
6. Bosna i Hercegovina (4; ukupno 8),
7. Bugarska (11; ukupno 16),
8. Crna Gora (4; ukupno 4),
9. Češka (10; ukupno 20),
10. Danska (7; ukupno 13),
11. Estonija (2; ukupno 18),
12. Finska (12; ukupno 23),
13. Francuska (23; ukupno 62),
14. Gibraltar (2; ukupno 3),
15. Grčka (14; ukupno 24),
16. Hrvatska (7; ukupno 22),
17. Irska (5; ukupno 5),
18. Island (2; ukupno 2),
19. Italija (33; ukupno 42),
20. Kosovo (albanski, srpski, crnogorski, turski, hrvatski, romski)
21. Latvija (5; ukupno 13),
22. Lihtenštajn (3; ukupno 4),
23. Litva (4; ukupno 12),
24. Luksemburg (3; ukupno 6),
25. Mađarska (9; ukupno 17),
26. Makedonija (9; ukupno 10),
27. Malta (4; ukupno 4),
28. Moldavija (5; ukupno 13),
29. Nizozemska (15; ukupno 38),
30. Norveška (10; ukupno 20),
31. Njemačka (27; ukupno 69),
32. Poljska (14; ukupno 20),
33. Portugal (8; ukupno 9),
34. Rumunjska (15; ukupno 23),
35. Rusija (europska Rusija 60, za dva je nepoznat broj govornika; cijela Rusija 100; ukupno 123),
36. San Marino (2; ukupno 2),
37. Slovačka (10; ukupno 13),
38. Slovenija (4; ukupno 10),
39. Srbija (14; ukupno 21),
40. Španjolska (14; ukupnoo 21),
41. Švedska (12; ukupno 30),
42. Švicarska (12; ukupno 26),
43. Turska (europska Turska 12, za jedan nije poznat nijedan govornika; cijela Turska 34, ukupno 45),
44. Ujedinjeno Kraljevstvo  (12; ukupno 56),
45. Ukrajina (13; ukupno 42),
46. Vatikan (1; ukupno 1): talijanski; jedan je izumro: latinski.